# Moritzburg (Sachsen)
Moritzburg är en kommun (Gemeinde) som ligger 13 km nordväst om staden Dresden i det tyska förbundslandet Sachsen.

## Geografi
Kommunen ligger i en kuperad region i västra Lausitz som kännetecknas av många dammar.

## Historia
Under den östtyska tiden fick många personer från Vietnam sin yrkesutbildning i kommunen som en del av det socialistiska samarbetet.
Under 1990-talet inkluderades några grannkommuner i Moritzburg.

## Kultur och sevärdheter
Moritzburg är mest känt för slottet med samma namn som ligger på en ö omgärdat av konstgjorda sjöar och kanaler.
Nära detta ligger också Käthe-Kollwitz-Haus, där konstnären Käthe Kollwitz (1867–1945) levde sina sista månader, och som nu är ett museum tillägnat hennes liv och gärning.